# KTM 1290 Super Duke GT

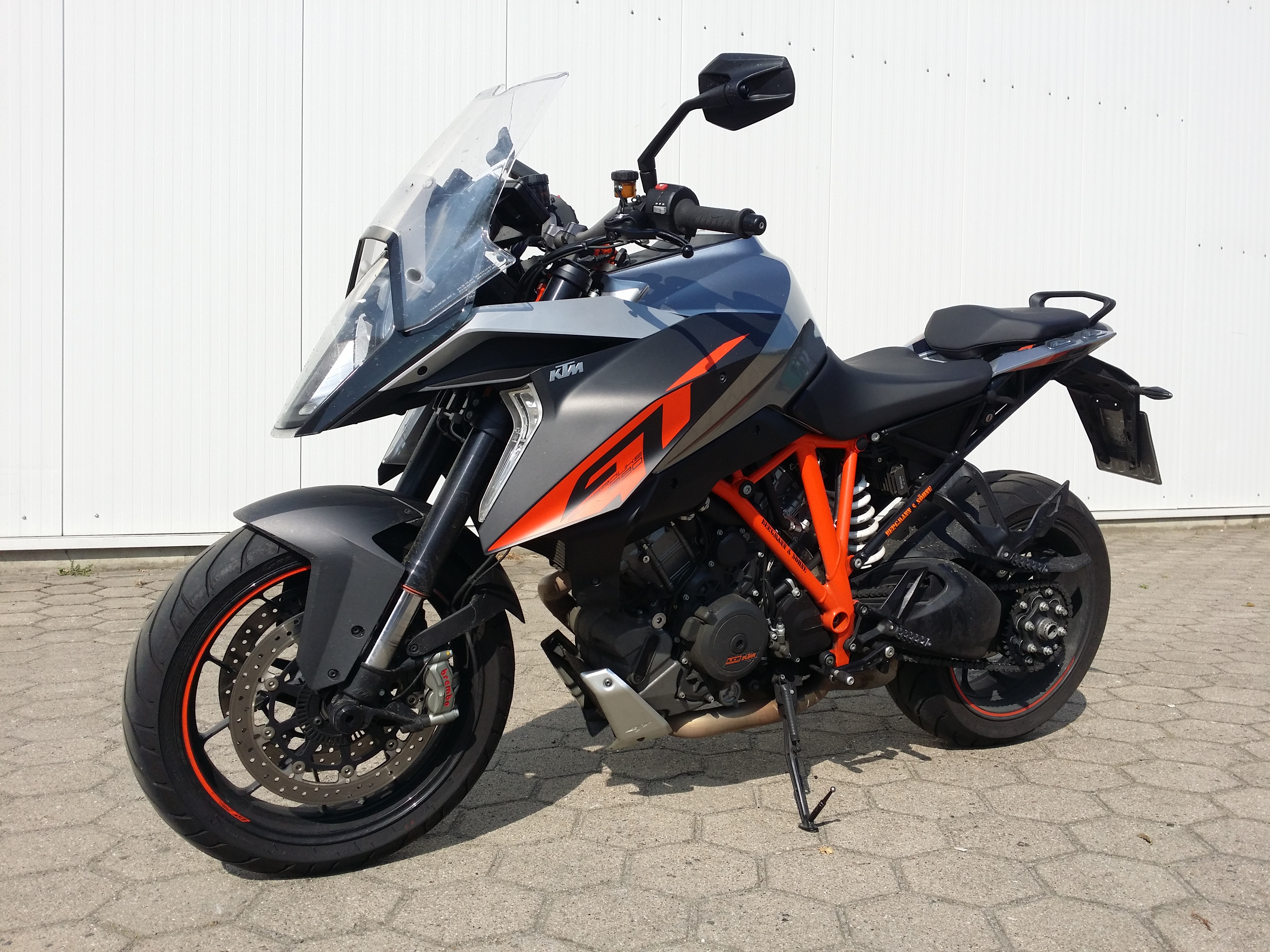
Modelljahr 2016

Die KTM 1290 Super Duke GT ist ein Motorrad des österreichischen Zweiradherstellers Pierer Mobility. Der teilverkleidete Sporttourer basiert auf dem Power-Naked-Bike KTM 1290 Super Duke R und wurde zugunsten eines besseren Reise- und Langstreckenkomfort modifiziert. Das Suffix GT steht für Gran Turismo.

## Veränderungen gegenüber dem Basismodell
Die GT- wurde gegenüber der 2014 präsentierten R-Version modifiziert. Der Heckrahmen wurde für einen Sozius und die Gepäckaufnahme verlängert und tragfähiger ausgelegt. Für eine größere Reichweite wurde der Kraftstofftank um 5 auf 23 Liter Fassungsvermögen vergrößert. Der Lenker wurde um 25 mm verbreitert und um 10 mm höher positioniert, um die Ergonomie zu verbessern. Die überarbeitete, verfeinerte Version des elektronisch gesteuerten Fahrwerks wurde von der Reiseenduro KTM 1290 Super Adventure übernommen. Die Fußrasten liegen im Vergleich zur R tiefer und lassen einen größeren Kniewinkel zu.
Der hinsichtlich mehr Durchzug modifizierte Zweizylindermotor erzeugt eine Nennleistung von 127 kW (173 PS) und ein maximales Drehmoment von 144 Newtonmeter bei einer Drehzahl von 6750/min. Gegenüber dem Naked Bike wurden bei dem LC8-Motor die Zylinderköpfe, die Kurbelwelle, die Brennräume und der Ansaugtrakt modifiziert, so dass das maximale Drehmoment bereits 1000/min früher anliegt. Der flüssigkeitsgekühlte V-Motor hat einen Zylinderwinkel von 75 Grad. In den zwei Zylinderköpfen steuern jeweils zwei obenliegende, kettengetriebene Nockenwellen über Schlepphebel zwei Ein- und zwei Auslassventile an. Das Motorrad beschleunigt in 3,2 Sekunden von 0 auf 100 km/h.
Das Fahrzeugdesign entwarf KTMs Hausdesigner Gerald Kiska.

## Assistenzsysteme
Eine schräglagenabhängige Traktionskontrolle (MTC) und ein kombiniertes Antiblockiersystem regeln die Traktion bei Beschleunigung und Verzögerung. Ein semiaktives Fahrwerk von WP Suspension regelt abhängig vom gewählten Modus unter anderem über eine elektronische Dämpfungssteuerung (englisch Suspension Control Unit, SCU) die Federrate. Optional erhältlich sind eine Berganfahrhilfe (englisch Hill Hold Control, HHC) und eine Motor-Schleppmoment-Regelung (MSR), die verhindert, dass das Hinterrad Haftreibung verliert, falls die Kraftstoffzufuhr abrupt unterbrochen wird oder beim Herunterschalten die Kupplung zu schnell einrückt.

## Kritiken
„Natürlich ist die KTM vom Komfort eines Fullsize-Tourers ein Stück weit entfernt; das ist konzeptionell unvermeidlich. Doch Windschutz und Sitzkomfort machen es leicht möglich, zwei oder auch drei Tankfüllungen direkt hintereinander in schnelle Distanzüberbrückung umzuwandeln. […] KTM hat bei der Mutation der 1290 Super Duke R zur GT also nichts dem Zufall überlassen, sondern ein extrem fahraktives Nakedbike zu einem nicht minder fahraktiven Sporttourer weiterentwickelt. Im kleinen Sporttourer-Segment ragt die Österreicherin mit ihrer extrem hohen, dabei aber bestens kontrollierbaren Motorleistung heraus; alle Konkurrentinnen sind entweder deutlich schwerer oder leistungsschwächer.“

„Bei der Superduke GT fahren alle Bequemlichkeiten, alle technischen Gimmicks der Reise-Oberklasse mit. Aber ein gemütlicher Reisedampfer mit Wimpel, Rückenlehne und Stereoanlage wird die GT nie werden.“

„Mit der vollen Leistung der Super Duke R, von mattighofener Mächten bescheidenerweise als ‚The Beast‘ tituliert, umzugehen, erfordert bei aller elektronischen Bandagierung einen klaren Verstand und ununterbrochenes Bei-der-Sache-sein. Vieles lässt sich per Knopfdruck auf Fahrstil, Einsatzzweck, Straßen- und Wetterverhältnisse abstimmen, doch sind ABS, Traktionskontrolle und Fahrwerk erst justiert, ist es der Pilot, der die Hand am Abzug hat – wie bei jedem anderen Motorrad aus der analogen Zeit. […] Es gibt nicht viele Möglichkeiten, schneller mit einem Landfahrzeug zu reisen als mit diesem Motorrad.“

‘The KTM Super Duke GT is almost a contradiction in terms, because if ever there was a bike that seemed unlikely to gain the letters GT at the end of its name, it was the Super Duke. A Gran Turismo machine traditionally blends high performance with long-distance comfort, attracting adjectives such as elegant and refined in the process. By contrast the original Super Duke, launched in 2005, was the ultimate two-wheeled hooligan.’

„Die KTM Super Duke GT ist fast ein Widerspruch in sich, denn falls es jemals ein Motorrad gab, dass unwahrscheinlicher erschien die Buchstaben GT am Ende des Namens zu bekommen, dann ist es die Super Duke. Eine Gran Turismo Maschine vereint üblicherweise Hochleistung mit Langstreckenkomfort und wirbt dabei mit Adjektiven wie elegant und kultiviert. Im Gegensatz dazu war die 2005 eingeführte Super Duke der ultimative zweirädrige Hooligan.“